# Болотник, Ричард
Ричард Болотник (англ. Ričards Bolotņiks; род. 24 марта 1990, Рига, Латвийская ССР, СССР) — латвийский боксёр-профессионал, выступающий в полутяжёлой и в первой тяжёлой весовых категориях.
Среди профессионалов действующий чемпион Европы по версии WBO European (2019—н.в.), и чемпион Евразии по версии EBP (2019—н.в.) в полутяжёлом весе.
Победитель турнира «Золотой контракт» 2020 года в полутяжёлом весе организованного промоутерской компанией MTK Global.
Лучшая позиция по рейтингу BoxRec — 10-я (апрель 2021) и являлся 1-м среди латвийских боксёров полутяжёлой весовой категории, а по рейтингам основных международных боксёрских организаций занял: 7-ю строчку рейтинга WBO и 6-ю строку рейтинга IBF, — входя в ТОП-10 лучших полутяжёловесов всей планеты.

## Биография
Ричард Болотник родился 24 марта 1990 года в Риге, в Латвийской ССР, в СССР.

## Спортивная карьера
В юности Болотник играл в хоккей, но решил попробовать себя в боксе, так как всегда хотел драться.

## Профессиональная карьера в боксе
15 августа 2013 года, в 23-летнем возрасте, дебютировал на профессиональном боксёрском ринге в Риге (Латвия), в своём первом профессиональном бою в полутяжёлом весе победив нокаутом в 1-м же раунде соотечественника Павла Веселова (0-1). Но уже во втором своём профессиональном бою 23 ноября 2013 года в Гамбурге (Германия) он досрочно проиграл техническим нокаутом в 3-м раунде опытному небитому армянину Абелю Микаеляну (3-0). Первые свои девять боёв Болотник провёл в полутяжёлом весе (до 79,4 кг) и из них все пять боёв на домашней арене в Риге выиграл, но три боя на выезде в Германии, в Англии и во Франции проиграл, а бой в Канаде свёл в ничью.
В конце 2015 года Болотник перешёл в 1-й тяжёлый вес (до 90,72 кг) — в котором провёл восемь боёв и из них два боя проиграл.
27 января 2018 года на Арена Рига в Риге спорно проиграл раздельным решением судей (счёт: 78-74, 75-77 — дважды) в конкурентном бою с опытным датчанином Микки Нильсеном (24-1), в андеркарте боя «Александр Усик — Майрис Бриедис».
И последний бой в 1-м тяжёлом весе — 23 июня 2018 года в Кемптон-Парке (ЮАР), досрочно техническим нокаутом в 6-м раунде проиграл опытному южноафриканцу Табисо Мчуну (18-4). После чего Болотник вернулся в полутяжёлый вес (до 79,4 кг).
12 октября 2019 года на Арена Рига в Риге, единогласным решением судей (счёт: 119—109, 120—108 — дважды) победил опытного небитого россиянина Сергея Екимова (18-0), и завоевал вакантный титул чемпиона Евразии по версии Eurasian Boxing Parliament в полутяжёлом весе.
14 декабря 2019 года в Брентвуде (Англия) досрочно техническим нокаутом в 1-м же раунде победил опытного небитого боксёра из Северной Ирландии Стивена Уорда (12-0), и завоевал титул чемпиона Европы по версии WBO European (1-я защита Уорда) в полутяжёлом весе. А также вышел в полуфинал турнира «Золотой контракт» в полутяжёлом весе.
26 сентября 2020 года в Риге, единогласным решением судей (счёт: 100-90, 98-90 — дважды) победил опытного британца Хосеа Бёртона (25-1), и защитил титул чемпиона Европы по версии WBO European (1-я защита Болотника) в полутяжёлом весе. А также вышел в финал турнира «Золотой контракт» в полутяжёлом весе.
2 декабря 2020 года в Южном Киркби (Великобритания) досрочно техническим нокаутом в 10-м раунде победил опытного немца российского происхождения Сержа Михела (11-1), и защитил титул чемпиона Европы по версии WBO European (2-я защита Болотника) в полутяжёлом весе. А также стал победителем турнира «Золотой контракт» в полутяжёлом весе, который обеспечивает победителю двухлетний контракт на пять боёв с промоутерской компанией MTK Global.
14 августа 2021 года в Брентвуде (Англия), в бою за статус обязательного претендента на титул чемпиона мира по версии WBA в полутяжелом весе, досрочно техническим нокаутом в 11-м раунде проиграл небитому британцу Джошуа Буатси (14-0).
1 апреля 2022 года в Барселоне (Испания) единогласным решением судей (счёт: 77-75, 78-75 — дважды) победил ранее небитого опытного хорвата Хрвойе Сепа (11-0).

## Статистика профессиональных боёв
В таблице перечислены результаты всех поединков боксёров.
В каждой строке указан результат поединка. Дополнительно номер поединка обозначен цветом, который обозначает итог поединка. Расшифровка обозначений и цветов представлена в нижеследующей таблице.
| Пример | Расшифровка                     |
| ------ | ------------------------------- |
|        | Победа                          |
|        | Ничья                           |
|        | Поражение                       |
|        | Планируемый поединок            |
|        | Поединок признан несостоявшимся |
| КО     | Нокаут                          |
| ТКО    | Технический нокаут              |
| PTS    | Решение судей (по очкам)        |
| UD     | Единогласное решение судей      |
| MD     | Решение большинства судей       |
| SD     | Раздельное решение судей        |
| RTD    | Отказ от продолжения боя        |
| DQ     | Дисквалификация                 |
| NC     | Поединок признан несостоявшимся |

| 29                                                    | 20-8-1 | 12 мая 2024      | Имам Хатаев (6-0)               | RAC Arena, Перт, Западная Австралия, Австралия                 | TKO 6 (10), 1:34  | |  | … | … | … | … | … | … | … |
| 27                                                    | 19-7-1 | 6 мая 2023       | Александр Гвоздик (18-1)        | Стадион Акрон, Сапопан, Халиско, Мексика                       | TKO 6 (10)        | |  |   |   |   |   |   |   |   |
| 26                                                    | 19-6-1 | 1 апреля 2022    | Хрвойе Сеп (11-0)               | Palau Olímpic Vall d'Hebron, Барселона, Каталония, Испания     | UD 8              | Счёт: 77-75, 78-75 (дважды). |  |   |   |   |   |   |   |   |
| 25                                                    | 18-6-1 | 14 августа 2021  | Джошуа Буатси (14-0)            | Matchroom HQ Garden, Брентвуд, Эссекс, Великобритания          | TKO 11 (12), 2:08 | Бой за статус обязательного претендента на титул чемпиона мира по версии WBA в полутяжелом весе. Болотник в нокдауне в 6-м и в 11-м раундах.                                               |  |   |   |   |   |   |   |   |
| 24                                                    | 18-5-1 | 2 декабря 2020   | Серж Михел (11-1)               | Production Park Studios, Южный Киркби, Йоркшир, Великобритания | TKO 10 (10), 2:50 | Защитил титул чемпиона Европы по версии WBO European (2-я защита Болотника) в полутяжёлом весе. И победил в турнире Золотой контракт в полутяжёлом весе.                                   |  |   |   |   |   |   |   |   |
| 23                                                    | 17-5-1 | 26 сентября 2020 | Хосеа Бёртон (25-1)             | Studio 69, Рига, Латвия                                        | UD 10             | Счёт: 100-90, 98-90 (дважды). Защитил титул чемпиона Европы по версии WBO European (1-я защита Болотника) в полутяжёлом весе. И вышел в финал турнира Золотой контракт в полутяжёлом весе. |  |   |   |   |   |   |   |   |
| 22                                                    | 16-5-1 | 14 декабря 2019  | Стивен Уорд (12-0)              | Brentwood Center, Брентвуд, Эссекс, Великобритания             | TKO 1 (10), 2:21  | Завоевал титул чемпиона Европы по версии WBO European (1-я защита Уорда) в полутяжёлом весе. И вышел в полуфинал турнира Золотой контракт в полутяжёлом весе.                              |  |   |   |   |   |   |   |   |
| 21                                                    | 15-5-1 | 12 октября 2019  | Сергей Екимов (18-0)            | Арена Рига, Рига, Латвия                                       | UD 12             | Счёт: 119-109, 120-108 (дважды). Завоевал вакантный титул чемпиона Евразии по версии Eurasian Boxing Parliament в полутяжёлом весе.                                                        |  |   |   |   |   |   |   |   |
| 20                                                    | 14-5-1 | 15 июня 2019     | Гасан Гасанов (16-7-1)          | Арена Рига, Рига, Латвия                                       | TKO 6 (8), 0:56   | |  |   |   |   |   |   |   |   |
| 19                                                    | 13-5-1 | 23 марта 2019    | Патрик Менди (18-13-3)          | Арена Рига, Рига, Латвия                                       | MD 8              | Счёт: 78-75, 77-76, 76-76. |  |   |   |   |   |   |   |   |
| 18                                                    | 12-5-1 | 6 октября 2018   | Зура Мекерешвили (11-18)        | Арена Рига, Рига, Латвия                                       | UD 6              | Счёт: 60-54 (трижды). |  |   |   |   |   |   |   |   |
| Вернулся в полутяжёлый вес — 175 фунтов (до 79,4 кг). |        |                  |                                 |                                                                |                   | |  |   |   |   |   |   |   |   |
| 17                                                    | 11-5-1 | 23 июня 2018     | Табисо Мчуну (18-4)             | Emperors Palace, Кемптон-Парк, ЮАР                             | TKO 6 (10), 0:23  | |  |   |   |   |   |   |   |   |
| 16                                                    | 11-4-1 | 17 марта 2018    | Алехандро Эмилио Валори (24-13) | Арена Рига, Рига, Латвия                                       | KO 1 (8), 2:41    | |  |   |   |   |   |   |   |   |
| 15                                                    | 10-4-1 | 27 января 2018   | Микки Нильсен (24-1)            | Арена Рига, Рига, Латвия                                       | SD 8              | Счёт: 78-74, 75-77 (дважды). |  |   |   |   |   |   |   |   |
| 14                                                    | 10-3-1 | 12 ноября 2016   | Сезар Кордова (11-1)            | Bilbao Exhibition Centre, Баракальдо, Испания                  | TKO 1 (6), 1:47   | |  |   |   |   |   |   |   |   |
| Бои в 1-м тяжёлом весе — 200 фунтов (до 90,72 кг).    |        |                  |                                 |                                                                |                   | |  |   |   |   |   |   |   |   |
| Бой                                                   | Рекорд | Дата боя         | Соперник                        | Место проведения боя                                           | Результат         | Примечание |  |   |   |   |   |   |   |   |